# جمهوری شوروی سوسیالیستی ارمنستان
جمهوری سوسیالیستی ارمنستان شوروی (به ارمنی: Հայկական Սովետական Սոցիալիստական Հանրապետություն)، (به روسی: Армянская Советская Социалистическая Республика) یکی از دوازده جمهوری اصلی بود که اتحاد جماهیر شوروی سوسیالیستی را در ۳۰ دسامبر ۱۹۲۲ تشکیل می‌دادند.
این جمهوری زمانی تشکیل شد که حزب کمونیست ارمنستان در ۲۹ نوامبر ۱۹۲۰ بر ارمنستان اعلام حاکمیت کرد. در یکم دسامبر ۱۹۲۰ سیمون وراتسیان، نخست وزیر ارمنستان، کنترل جمهوری را بدست گرفت.

## پیشینه
این منطقه تا سال ۱۹۱۷ در امپراتوری روسیه باقی‌ماند و با وقوع انقلاب اکتبر در آن سال، حکومت ولادیمیر لنین به اقلیت‌ها اجازه جدایی داد و ارمنستان نیز خود را مستقل از روسیه اعلام کرد. طی جنگ ارمنستان–ترکیه و نسل‌کشی ارامنه از سوی ترکیه عثمانی کشور ارمنستان با خطر نابودی روبرو شد تا این‌که بلشویک‌ها در سال ۱۹۲۰ وارد منطقهٔ کنونی ارمنستان شده آن را تسخیر کردند. در آن تاریخ این منطقه به عنوان یکی از جمهوری‌های شوروی نامیده شد.
از ۱۲ مارس ۱۹۲۲ تا ۵ دسامبر ۱۹۳۶ ارمنستان بخشی از جمهوری سوسیالیستی ماورای قفقاز شوروی بود. در تاریخ ۲۳ اوت ۱۹۹۰ به جمهوری ارمنستان تغییر نام داد و تا زمان اعلام رسمی استقلال در ۲۱ سپتامبر ۱۹۹۱ بخشی از اتحاد شوروی باقی ماند

## جمعیت
جمهوری ارمنستان در اثر جنگ با ترکیه تلفات زیادی داده بود و استالین به ارمنیان بیرون از جمهوری اجازه مهاجرت به جمهوری سوسیالیستی تازه را داد. طی سال‌های ۱۹۴۶ تا ۱۹۴۸ در حدود ۱۵۰ هزار ارمنی که بسیاری از آن‌ها بازماندگان نسل‌کشی عثمانی‌ها بودند به جمهوری سوسیالیستی ارمنستان مهاجرت کردند. بیشتر آن‌ها از پناهندگان یا ساکنان ارمنی ساکن قبرس، فرانسه، یونان، عراق، لبنان و سوریه بودند.

## تقسیمات کشوری
ارمنستان شوروی به ۳۸ رایون (شهرستان) تقسیم می‌شد که از جنوب به شمال عبارت بودند از:
1. شهرستان مغری
2. شهرستان کاپان
3. شهرستان گوریس
4. شهرستان سیسیان
5. شهرستان وایک
6. شهرستان یغگنادزور
7. شهرستان آرارات
8. شهرستان مارتونی
9. شهرستان واردنیس
10. شهرستان آرتاشات
11. شهرستان باغرامیان
12. شهرستان آرماویر
13. شهرستان اجمیادزین
14. شهرستان ماسیس
15. شهرستان ایروان
16. شهرستان آبوویان
17. شهرستان گاوار
18. شهرستان تالین
19. شهرستان آشتاراک
20. شهرستان نائیری
21. شهرستان آنی
22. شهرستان آرتیک
23. شهرستان آراگاتس
24. شهرستان آپاران
25. شهرستان هرازدان
26. شهرستان سوان
27. شهرستان کارمیر
28. شهرستان آخوریان
29. شهرستان اسپیتاک
30. شهرستان گوگارک
31. شهرستان ایجوان
32. شهرستان تاووش
33. شهرستان آماسیا
34. شهرستان آشوتسک
35. شهرستان استپاناوان
36. شهرستان تاشیر
37. شهرستان تومانیان
38. شهرستان نویمبریان

## نگارخانه

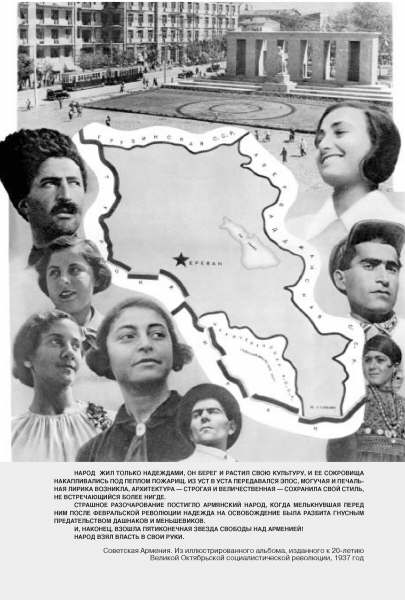
یک پوستر تبلیغاتی به منظور ستایش از شوروی‌ها برای آزادسازی ارمنستان از تسلط داشناک‌ها